# Ceylonthelphusa kotagama
Ceylonthelphusa kotagama là một loài giáp xác trong họ Parathelphusidae.